# Укрощение огня
«Укроще́ние огня́» — советский художественный фильм 1972 года, поставленный режиссёром Даниилом Храбровицким по мотивам биографии конструктора ракет С. П. Королёва и других конструкторов авиационной и ракетной техники.
В 1974 году удостоен Государственной премии РСФСР имени братьев Васильевых.
События фильма описывают историю освоения космоса в СССР с 1920-х по 1960-е годы. Картина начинается с первых пробных запусков самодельных ракет (ГИРД) и заканчивается полётом первого человека в космос.
В фильме «Укрощение огня» впервые была приоткрыта завеса секретности над ракетно-космической промышленностью СССР. Под вымышленными именами героев фильма скрывались засекреченные в то время имена конструкторов ракет и ракетной техники.

## Сюжет
1930 год. Молодой Андрей Башкирцев, только окончивший школу, едет в Москву с чертежами самостоятельно сконструированного аэроплана. Неграмотные чертежи забракованы, однако Башкирцев не оставляет свою мечту — построить самолёт с реактивным двигателем. Но жизнь распоряжается иначе, и Башкирцев становится первым лицом в советском ракетостроении.

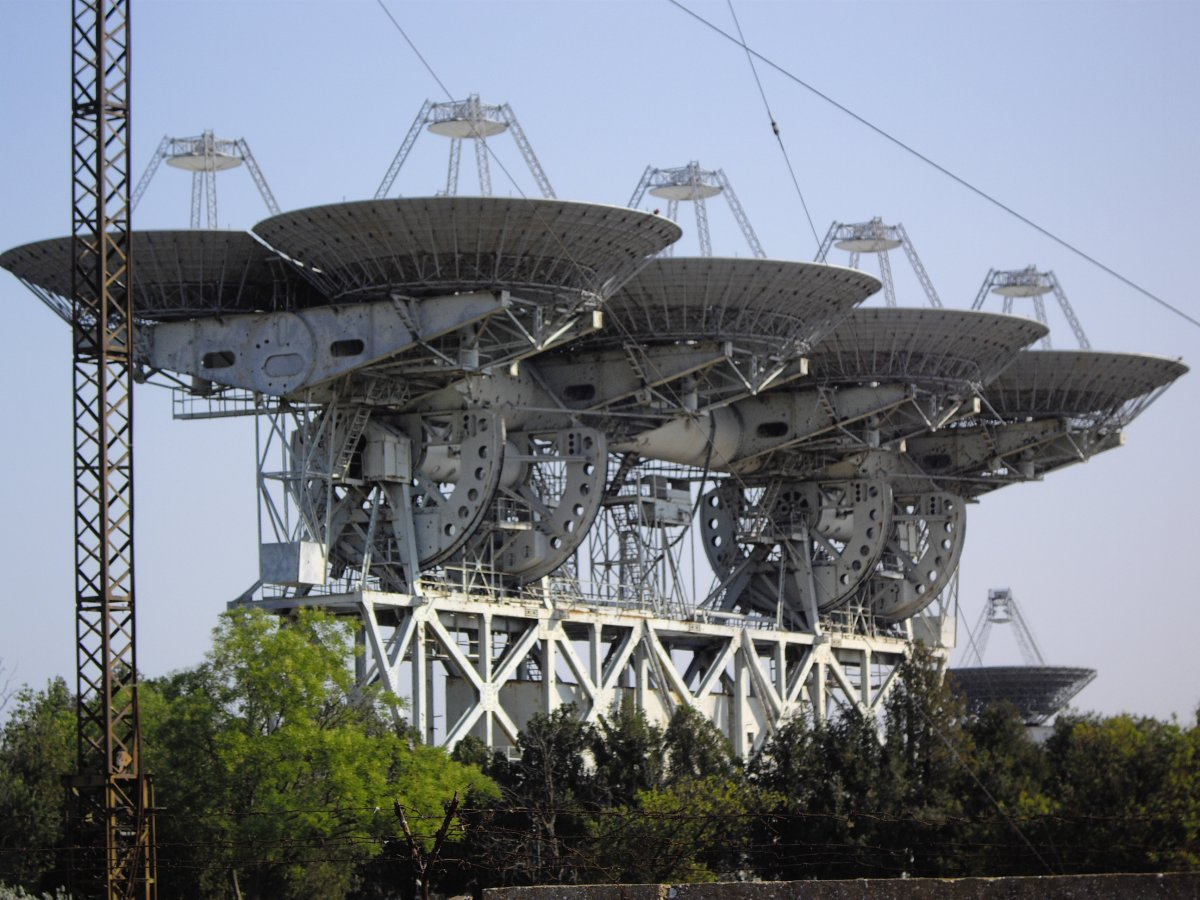
Евпатория, Крым - одно из мест киносъёмок фильма Укрощение огня на базе центра Комплекс «Плутон» (Радиотелескоп АДУ-1000 - одна из двух приёмных антенн).

## В ролях
| Актёр                    | Роль |
| ------------------------ | --- |
| Кирилл Лавров            | главный конструктор ракетно-космической техники Aндpeй Ильич Башкирцев                                     |
| Ада Роговцева            | Наталья Башкирцева                                                                                         |
| Игорь Горбачёв           | заместитель главного конструктора Евгений Огнев                                                            |
| Андрей Попов             | представитель ЦК КПСС Николай Иванович Логунов                                                             |
| Игорь Владимиров         | председатель государственной комиссии маршал артиллерии Анатолий Григорьевич Головин                       |
| Иннокентий Смоктуновский | К. Э. Циолковский                                                                                          |
| Всеволод Сафонов         | Леонид Сретенский (прообраз — Л. А. Воскресенский)                                                         |
| Зиновий Гердт            | лектор Артур Матвеевич Карташов                                                                            |
| Светлана Коркошко        | ведущий конструктор ОКБ-1 Зоя Сергеевна Константинова                                                      |
| Юрий Леонидов            | Морозов |
| Пётр Шелохонов           | ведущий конструктор ОКБ-1 Михаил Карелин (прообраз — М. К. Янгель и В. Н. Челомей)                         |
| Андро Кобаладзе          | И. В. Сталин                                                                                               |
| Галикс Колчицкий         | И. В. Курчатов                                                                                             |
| Вера Кузнецова           | мать Башкирцева                                                                                            |
| Евгений Матвеев          | директор завода                                                                                            |
| Вадим Спиридонов         | командир испытательной батареи реактивной артиллерии, капитан И. А. Флёров                                 |
| Евгений Стеблов          | брат Андрея Иннокентий Ильич Башкирцев                                                                     |
| Валентина Хмара          | секретарь Башкирцева                                                                                       |
| Иван Рыжов               | мастер Алексеич                                                                                            |
| Николай Бармин           | генерал авиации                                                                                            |
| Эрвин Кнаусмюллер        | генерал |
| Владлен Паулус           | помощник Логунова                                                                                          |
| Георгий Куликов          | Шаров главный конструктор ракетных систем противовоздушной обороны (прообраз — П.Д. Грушин) (нет в титрах) |
| Анатолий Челомбитько     | Первый Космонавт                                                                                           |

## Съёмочная группа
| Автор сценария и постановщик: | Даниил Храбровицкий                                                                              |
| Директор картины:             | Виктор Цируль                                                                                    |
| Режиссёры:                    | - Андрей Разумовский - Ю. Топалер -                                                              |
| Ассистенты режиссёра:         | - О. Алексеева - Н. Коренева - Н. Симакова                                                       |
| Главный оператор:             | Сергей Вронский                                                                                  |
| Операторы:                    | - А. Григорьев - О. Горшков                                                                      |
| Ассистенты оператора:         | - А. Гаврилюк - Э. Керч                                                                          |
| Художник-постановщик:         | Юрий Кладиенко                                                                                   |
| Ассистенты художника:         | - Г. Кузнецова - В. Раппопорт - В. Федулов                                                       |
| Монтаж:                       | М. Тимофеева                                                                                     |
| Комбинированные съёмки:       | - оператор: Ульф-Арне Бергстрём - художник: Ю. Чекмарёв - ассистент оператора: А. Межеков        |
| Композитор                    | Андрей Петров                                                                                    |
| Звукооператоры                | - Юрий Рабинович - Роман Бёрз -                                                                  |
| Редактор                      | Н. Глаголева                                                                                     |
| Костюмы                       | Наталья Фирсова                                                                                  |
| Грим                          | - А. Тетюркина - М. Чиглякова - И. Байкова                                                       |
| Дирижёр                       | Эмин Хачатурян                                                                                   |
| Музыкальный редактор          | Раиса Лукина                                                                                     |
| Консультанты                  | - М. Григорьев - А. Исаев - М. Костюк - С. Цвигун (Консультантом фильма был также Б. Е. Черток). |

## Прообразы героев фильма и критика
В титрах создатели утверждают, что данный фильм — художественный, и его персонажи и происходящие события — отвлечённый художественный вымысел. Д. Я. Храбровицкий в своих интервью в ответах на вопросы о прообразах главного героя фильма указывал, что в фигуре Башкирцева он хотел создать некоторый собирательный образ конструктора ракетной и авиационной техники; другие режиссёры и исследователи истории освоения космоса также указывают на это.
Борис Черток был недоволен фильмом за идеализацию героев и излишний пафос, хотя не все коллеги Королёва разделяли это мнение. Кроме того, Черток считал биографию Королёва, как явного прототипа главного героя, чрезмерно искажённой в ущерб образу Башкирцева, даже с учётом отвлечённого характера фильма.

## Награды
- 1972 — XVIII МКФ в Карловых Варах (Чехословакия): приз «Хрустальный глобус»
- 1972 — VIII Международный технический конкурс фильмов в рамках Конгресса УНИАТЕК в Берлине (ГДР): специальный почётный диплом
- 1972 — Премия Союза чешских драматических артистов: Даниилу Храбровицкому за идею, сценарий и режиссуру
- 1973 — VI Всесоюзный кинофестиваль в Алма-Ате: первая премия за идейно-художественные достоинства сценария и первая премия актёру Кириллу Лаврову за выдающееся исполнение главной роли[8].
- 1974 — Государственной премии РСФСР имени братьев Васильевых: актёру Кириллу Лаврову